# Țintea
Țintea est un village roumain situé dans le județ de Prahova et la commune de Băicoi. On y compte une population d'environ 3 000 habitants.